# افشین سلیمی
افشین سلیمی (زاده ‎۶ آبان ۱۳۷۴ - خرمدره) ووشوکار اهل ایران است.
وی در بازی‌های آسیایی ۲۰۲۲ موفق به کسب مدال طلا وزن ۶۵ کیلوگرم مردان شده‌است.